# Marco Geganio Macerino (console)
Marco Geganio Macerino (Roma, ... – ...; fl. V secolo a.C.) è stato un politico romano del V secolo a.C.

## Primo consolato
Fu eletto alla massima carica dello Stato romano nel 447 a.C. assieme a Gaio Giulio Iullo; durante il consolato, insieme al collega, sedò le contese tra i Tribuni della Plebe e i giovani nobili, senza compromettere però la sua posizioni presso gli uni o gli altri, riuscendo ad impedire che la plebe differisse od impedisse oltre la cosa, intimandole infatti che le discordie interne avrebbero animato ancora di più i nemici e messo in pericolo lo Stato; pertanto si assicurò anche la concordia interna all'Urbe.

## Secondo consolato
Fu eletto al secondo consolato nel 443 a.C., insieme a Tito Quinzio Capitolino Barbato, giunto al suo quinto consolato. In quell'anno fu istituita la magistratura del censore, soprattutto per alleviare i consoli dai compiti del censimento.
A Marco Geganio fu affidato il compito di ristabilire l'ordine ad Ardea, alleata di Roma, dove i plebei ardeatini assediavano i patrizi, asserragliati sulla rocca cittadina. Quando vi arrivò, vi trovò anche contingenti Volsci, chiamati dai plebei, nella guerra civile che vi si stava combattendo.
Marco Geganio, costretti i Volsci al combattimento, ottenne una grande vittoria, che celebrò con un trionfo a Roma, a cui fece partecipare Equo Cluilio, il comandante dei Volsci sconfitti.

## Terzo consolato
Fu eletto al terzo consolato nel 437 a.C., insieme a Lucio Sergio Fidenate.
Sotto il suo consolato ebbe inizio lo scontro con Fidene, alleatasi con Veio dove regnava Lars Tolumnio e i Falisci.
L'esercito romano, guidato dal collega, sconfisse l'esercito veiente, guidato da Tolumnio, lungo le sponde dell'Aniene, ma lo scontro fu così violento, e causò così tante perdite anche tra i romani, che si decise per la nomina di un dittatore per condurre la campagna.
In quell'anno Mamerco Emilio Mamercino, eletto dittatore, guidò i romani alla vittoria contro i tre popoli nemici, ottenendo per questo il trionfo.